# Massa FM Linhares
Massa FM Linhares é uma estação de rádio brasileira sediada no município de Linhares, cidade do estado do Espírito Santo. Opera no dial FM 103,3 MHz e é afiliada à Massa FM. Pertence a Rede SIM, que também controla afiliadas da mesma rede em outras cidades do estado, além de diversas emissoras de rádio e estações de TV no Espírito Santo. A emissora é migrante da frequência AM 920 kHz, que operava como Rádio Cultura entre 1979 e 2018.

## História
A emissora foi fundada no dia 14 de setembro de 1979 como Rádio Cultura, nessa época era sintonizada em AM na frequência 920 kHz. Foi a primeira emissora de rádio a ser fundada no município. Durante anos, a emissora sempre havia sido um referencial em programação jornalística popular na cidade, com programas que sempre foram líderes de audiência na região.
Em 2018, a emissora após ter recebido a migração AM/FM, a Rádio Cultura encerrou suas operações no AM e migrou para o FM na frequência 103,3. Com isso foi confirmado, que a emissora se afiliaria á Transamérica Hits, a afiliação iria ajudar na expansão da rede em alguns municípios do estado. A afiliação durou até o dia 16 de setembro de 2019, quando a emissora deixou de transmitir a programação da vertente Hits, e passou a adotar o formato jovem/adulto da rede. Nesse mesmo dia, a Transamérica Hits de Guarapari também encerrou o formato popular da rede, adotando o formato jovem/adulto da Rede Transamérica.
Em julho de 2020, a emissora deixa de retransmitir a Transamérica e passou a ser afiliada à Massa FM, a estreia ocorreu ao meio-dia de 15 de julho.